# Alejandro Mon Menéndez

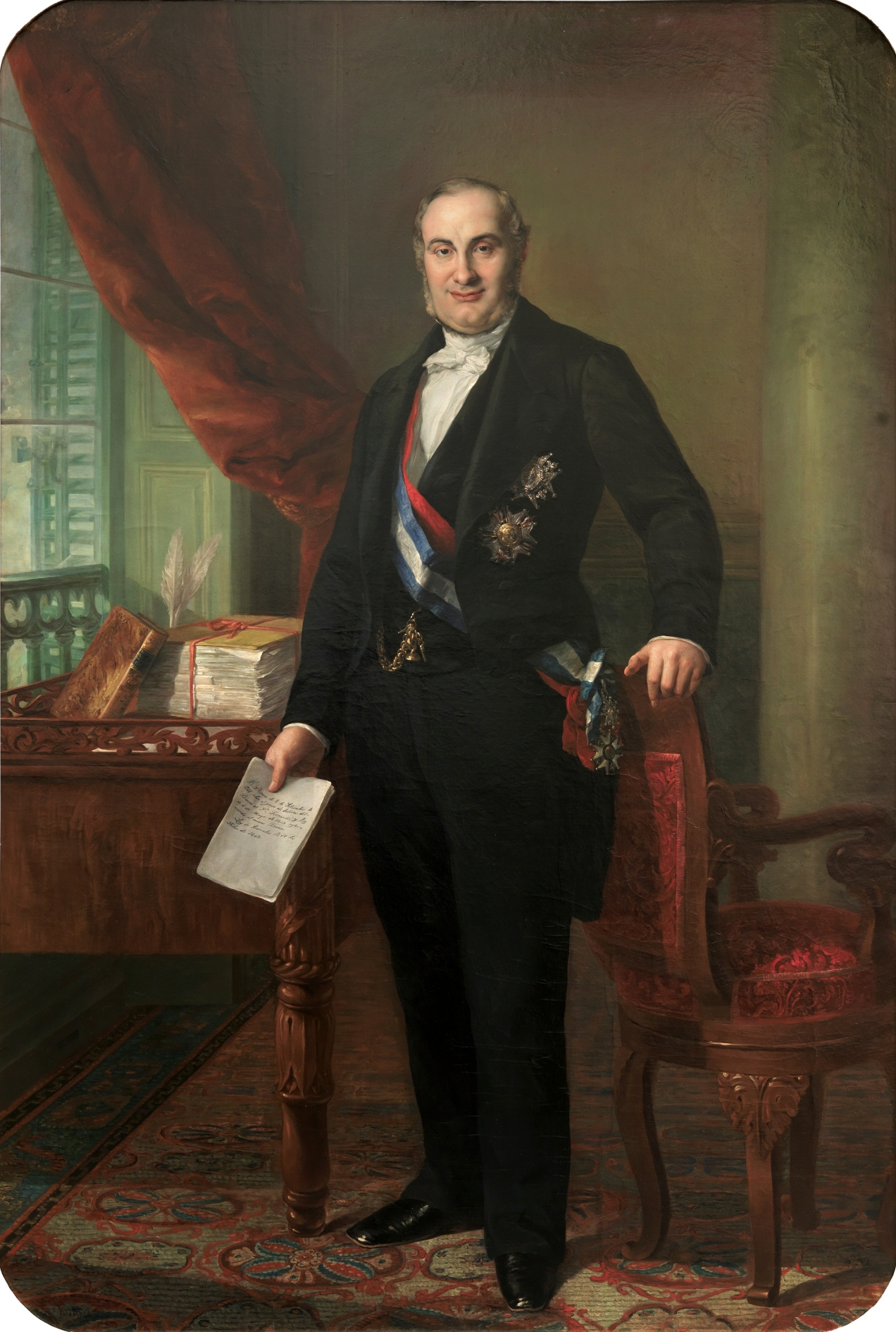
Alejandro Mon Menéndez. (Museo del Prado).

Alejandro Mon y Menéndez (* 26. Februar 1801 in Oviedo; † 1. November 1882 ebenda) war ein spanischer Rechtswissenschaftler, Politiker und Ministerpräsident Spaniens.

## Biografie

### Abgeordneter und Schatzminister
Nach dem Schulbesuch absolvierte er ein Studium der Rechtswissenschaften an der Universität Oviedo.
Seine politische Laufbahn begann er am 2. Oktober 1836 mit der Wahl zum Abgeordneten des Parlaments (Congreso de los Diputados), wo er zunächst bis Februar 1841 die Interessen des Wahlkreises Oviedo vertrat.
Am 16. Dezember 1837 wurde er dann erstmals zum Schatzminister (Ministro de Hacienda) in die Regierung von Narciso Heredia Begines berufen, der er bis zum 6. September 1838 angehörte. Am 15. September 1843 wurde er dann erneut zum Abgeordneten des Parlaments gewählt. Diesmal vertrat er nur mit einer kurzen Unterbrechung bis November 1864 überwiegend wieder die Interessen des Wahlkreises Oviedo sowie zeitweise der Wahlkreise Cádiz, Pontevedra und Madrid.
Am 3. Mai 1844 wurde er dann wieder zum Schatzminister ernannt und war als solcher Mitglied der Regierung Ramón María Narváez bis zum 12. Februar 1846. Zwischenzeitlich war er von Mai bis Juni 1844 auch amtierender Außenminister (Ministro de Estado). Ministerpräsident Francesco Xavier de Isturiz ernannte ihn dann am 12. April 1846 wieder zum Schatzminister. Als solcher blieb er bis zum Ende der Amtszeit von Isturiz am 28. Januar 1847 im Amt. Seine Amtszeiten als Finanzminister waren in dieser Zeit insbesondere von einer ernsthaften Wirtschaftskrise und einem hohen Haushaltsdefizit geprägt, die das Ergebnis der Carlistenkriege waren. Dennoch bemühte er sich 1845 erfolgreich um einen Haushaltsausgleich.
Im Anschluss daran war er vom 16. November 1847 bis zum 26. März 1848 erstmals Parlamentspräsident. Am 11. August 1848 wurde er dann erneut zum Schatzminister ernannt und war als solcher Mitglied des dritten Kabinetts Narváez bis zum 19. August 1849.
Anschließend zog er sich für mehrere Jahre aus der Regierungspolitik zurück und erst am 25. Oktober 1857 trat er als Schatzminister in die Regierung Francisco Armero Peñaranda ein, der er bis zum 14. Januar 1858 angehörte. Später war er Gesandter beim Heiligen Stuhl, Paris sowie Wien und lehnte in den nächsten Jahren alle Angebote zur Übernahme eines Ministeramtes ab.
Am 26. November 1857 gehörte er zu den 36 Gründern der Real Academia de Ciencias Morales y Políticas und nahm dort bis zu seinem Tode 1882 den Sessel 36 ein.
Erst am 19. Februar 1862 trat er wieder in Erscheinung, als er erneut als Parlamentspräsident bis zum 31. Oktober 1862 gewählt wurde.

### Ministerpräsident während der Herrschaft von Isabella II. und letzte Lebensjahre
Als Nachfolger von Lorenzo Arrazola García wurde er dann schließlich während der Krise der Liberalen Union (Unión Liberal) am 1. März 1864 von Isabella II. selbst zum Ministerpräsidenten Spaniens (Presidente del Consejo de Ministros) ernannt.
In seinem bis zum 16. September 1864 amtierenden Kabinett übernahm er darüber hinaus zeitweise im März 1864 das Amt des amtierenden Marineministers (Ministro de Marina), von April bis Mai 1864 des amtierenden Außenministers (Ministro de Estado), im Juni und im Juli 1864 des amtierenden Minister für Gnadengesuche und Justiz (Ministro de Gracia y Justicia) sowie von August bis September 1864 des amtierenden Innenministers (Ministro de Gobernación) während der Abwesenheiten der jeweiligen Amtsinhaber. Obwohl seine Amtszeit nur etwas mehr als sechs Monate andauerte, stellte es doch das einflussreichste Kabinett der damaligen Zeit dar. Insbesondere war es das erste Kabinett, in dem Antonio Cánovas del Castillo, später zwischen 1874 und 1897 der einflussreichste Politiker und mehrfacher Ministerpräsident, als Innenminister ein Regierungsamt übernahm.
Nachfolger als Ministerpräsident wurde dann Narváez, der am 16. September 1864 sein sechstes Kabinett bildete.
Anschließend zog er sich weitgehend aus dem politischen Leben zurück. Für seine politischen Verdienste wurde er schließlich am 4. Oktober 1877 durch Dekret von König Alfons XII. zum Senator auf Lebenszeit (Senador Vitalicio) ernannt.
Zu seinem 200. Geburtstag wurde von der Spanischen Post eine Sondermarke herausgegeben.